# 정안옹주 (선조)
정안옹주(貞安翁主, 1590년 ~ 1660년 9월 27일(음력 8월 23일))는 조선 중기의 옹주로 제14대 왕 선조의 5녀이자 인빈 김씨의 소생이다.

## 생애
14세인 1603년(선조 36) 부마로 참찬 반남인 박동량의 아들 박미(朴瀰)와 길례를 올렸다. 박미는 의빈품계 금양위(錦陽尉)에 책봉되었다. 슬하에 독자를 두었는데 박세교(朴世橋)이다. 56세인 1645년(인조 23) 박미가 죽자 가세가 빈한해져서 효종은 아들 박세교를 특별히 군수로 임명하여 봉양하도록 하였다. 1660년(현종 1) 향년 71세로 별세하여 안산 마유면에 장사를 지냈다. 현재는 경기도 시흥시 군자동 시아버지 박동량 묘 아래에 있다.

## 가족 관계
친정 전주 이씨(全州 李氏) 
- 조부 : 덕흥대원군(德興大院君, 1530 ~ 1559)
- 조모 : 하동부대부인 하동 정씨(河東府大夫人 河東 鄭氏, 1531 ~ 1567)
  - 부왕 : 선조(宣祖, 1552~  1608, 재위 1567 ~ 1608)
- 외조부 : 사헌부감찰(司憲府監察) 김한우(金漢佑, 1501~  1577)
- 외조모 : 충의위(忠義衛) 이효성(李孝性)의 딸 전주 이씨(全州 李氏)
  - 생모 : 인빈 김씨(仁嬪 金氏, 1555~  1613)
    - 오빠 : 의안군 성(義安君 珹, 1576 ~ 1588)
    - 오빠 : 신성군 우(信城君 珝, 1578 ~ 1592)
    - 오빠 : 추존 원종대왕(元宗大王, 1580 ~ 1619)
      - 조카 : 제16대 인조대왕(仁祖大王, 1595 ~ 1649, 재위 : 1623 ~ 1649)

    - 언니 : 정신옹주(貞愼翁主, 1583 ~ 1653)
    - 언니 : 정혜옹주(靜惠翁主, 1584 ~ 1638)
    - 언니 : 정숙옹주(貞淑翁主, 1587 ~ 1627)
    - 오빠 : 의창군 광(義昌君 珖, 1589 ~ 1645)
    - 동생 : 정휘옹주(貞徽翁主, 1593 ~ 1653)

 시가 반남 박씨(潘南 朴氏) 
- - 시아버지 : 금계군 증 좌의정 충익공 박동량(錦溪君 贈 左議政 忠翼公 朴東亮, 1569 ~ 1635) - 선조비 의인왕후의 사촌동생
  - 시어머니 : 예조좌랑 민선(禮曹佐郞 閔善, 1539~1608)의 딸 정경부인 여흥 민씨(貞敬夫人 驪興 閔氏)
    - 부마 : 금양군 박미(錦陽君 朴瀰, 1592~1645)
      - 아들 : 강화부경력(江華府經歷) 박세교(朴世橋, 1611 ~ 1662)
      - 며느리 : 종친부전부(宗親府典簿) 이석기(李碩基)의 딸 전의 이씨(全義 李氏)
        - 손녀 : 박애양(朴愛陽, 1634 ~ ?)
        - 손자 : 금은군 박태두(錦恩君 朴泰斗, 1637 ~ ?)
        - 손녀 : 박송례(朴松禮, 1638 ~ ?)
        - 손자  : 홍문관교리(弘文館校理) 박태만(朴泰萬, 1642 ~ 1689)
        - 손자 : 군수(郡守) 박태성(朴泰成, 1643 ~ ?)
        - 손녀 : 박송임(朴松任, 1645 ~ ?)
        - 손자 : 박태화(朴泰華, 1648 ~ ?)
        - 손자 : 좌랑(佐郞) 박태한(朴泰韓, 1649 ~ ?)
        - 손녀 : 박계임(朴季任, 1652 ~ ?)
        - 손자 : 박태길(朴泰吉, 1654 ~ ?)
        - 손자 : 박태발(朴泰發, 1657 ~ ?)